# Petre Petrovici
Petre Petrovici, född 5 december 1899, var en rumänsk bobåkare. Han deltog vid olympiska vinterspelen i Sankt Moritz 1928. Hans lag kom på 19:e plats.